# Louis Hayward
Louis Charles Hayward (Johannesburg, 19 marzo 1909 – Palm Springs, 21 febbraio 1985) è stato un attore britannico.

## Biografia
Nacque a Johannesburg, in Sudafrica, nel 1909. Negli anni trenta lavorò in alcuni film britannici tra cui The Saint in New York (1938), tratto dal romanzo di Leslie Charteris, mentre l'anno successivo interpretò La maschera di ferro (1939), nel doppio ruolo di Luigi XIV di Francia e del suo gemello.
Durante la Seconda guerra mondiale comandò una unità fotografica della Marina che filmò la battaglia di Tarawa. Il relativo documentario, With the Marines at Tarawa, vinse il Premio Oscar nel 1945, mentre Hayward fu decorato con la Medaglia della stella di bronzo. 
Successivamente, recitò nella versione di René Clair di Dieci piccoli indiani (1945) e nella serie tv The Lone Wolf (1954-1955). In televisione comparve anche in un episodio del 1962 (La resa dei conti) de L'ora di Hitchcock.
Hayward si sposò tre volte: nel 1938 con Ida Lupino, nel 1946 con Peggy Morrow Field e nel 1953 con June Hanson. Con la terza moglie, da cui ebbe il figlio Dana, rimase sposato fino alla morte, avvenuta nel 1985, per un cancro ai polmoni.

## Filmografia

### Cinema
- Self Made Lady, regia di George King (1932)
- The Thirteenth Candle, regia di John Daumery (1933)
- The Man Outside, regia di George A. Cooper (1933)
- I'll Stick to You, regia di Leslie S. Hiscott (1933)
- Chelsea Life, regia di Sidney Morgan (1933)
- Padre (Sorrell and Son), regia di Jack Raymond (1933)
- The Flame Within, regia di Edmund Goulding (1935)
- Il test dell'amore (The Love Test), regia di Michael Powell (1935)
- A Feather in Her Hat, regia di Alfred Santell (1935)
- Absolute Quiet, regia di George B. Seitz (1936)
- La regina di picche (Trouble for Two), regia di J. Walter Ruben (1936)
- Avorio nero (Anthony Adverse), regia di Mervyn LeRoy (1936)
- The Luckiest Girl in the World, regia di Edward Buzzell (1936)
- Adorazione (The Woman I Love), regia di Anatole Litvak (1937)
- Midnight Intruder, regia di Arthur Lubin (1938)
- Condannate (Condemned Women), regia di Lew Landers (1938)
- The Saint in New York, regia di Ben Holmes (1938)
- Allora la sposo io (The Rage of Paris), regia di Henry Koster (1938)
- I tre cadetti (The Duke of West Point), regia di Alfred E. Green (1938)
- La maschera di ferro (The Man in the Iron Mask), regia di James Whale (1939)
- Figlio, figlio mio! (My Son, My Son!), regia di Charles Vidor (1940)
- Balla, ragazza, balla (Dance, Girl, Dance), regia di Dorothy Arzner e, non accreditato, Roy Del Ruth (1940)
- Il figlio di Montecristo (The Son of Monte Cristo), regia di Rowland V. Lee (1940)
- Tenebre (Ladies in Retirement), regia di Charles Vidor (1941)
- Dieci piccoli indiani (And Then There Were None), regia di René Clair (1945)
- Una giovane vedova (Young Widow), regia di Edwin L. Marin (1946)
- Venere peccatrice (The Strange Woman), regia di Edgar G. Ulmer (1946)
- Il ritorno di Montecristo (The Return of Monte Cristo), regia di Henry Levin (1946)
- Dimmi addio (Repeat Performance), regia di Alfred L. Werker (1947)
- La freccia nera (The Black Arrow), regia di Gordon Douglas (1948)
- Il dominatore di Wall Street (Ruthless), regia di Edgar G. Ulmer (1948)
- La grande minaccia (Walk a Crooked Mile), regia di Gordon Douglas (1948)
- I pirati di Capri, regia di Edgar G. Ulmer (1949)
- Bassa marea (House by the River), regia di Fritz Lang (1950)
- Le avventure di Capitan Blood (Fortunes of Captain Blood), regia di Gordon Douglas (1950)
- Il bandito di York (The Lady and the Bandit), regia di Ralph Murphy (1951)
- Il figlio del Dottor Jekyll (The Son of Dr. Jekyll), regia di Seymour Friedman (1951)
- La donna dalla maschera di ferro (Lady in the Iron Mask), regia di Ralph Murphy (1952)
- Il corsaro (Captain Pirate), regia di Ralph Murphy (1952)
- I contrabbandieri del Kenia (The Royal African Rifles), regia di Lesley Selander (1953)
- La banda del Tamigi (The Saint's Return), regia di Seymour Friedman (1953)
- Duffy of San Quentin, regia di Walter Doniger (1954)
- La vita oltre la vita (The Search for Bridey Murphy), regia di Noel Langley (1956)
- Vivere da vigliacchi, morire da eroi (Chuka), regia di Gordon Douglas (1967)
- El magnifico estranjero, regia di Jus Addis e Herschel Daugherty (1967)
- Lo sceriffo senza stella (The Christmas Kid), regia di Sidney W. Pink (1967)
- Il manichino assassino (Terror in the Wax Museum), regia di Georg Fenady (1973)

### Televisione
- The Ford Television Theatre – serie TV, 1 episodio (1952)
- The Lone Wolf – serie TV, 39 episodi (1954-1955)
- Matinee Theatre – serie TV, episodio 1x01 (1955)
- Climax! – serie TV, episodio 2x10 (1955)
- TV Reader's Digest – serie TV, episodio 2x06 (1955)
- Lux Video Theatre – serie TV, 2 episodi (1955)
- Studio One – serie TV, 1 episodio (1958)
- Schlitz Playhouse of Stars – serie TV, 1 episodio (1958)
- Decision – serie TV, 1 episodio (1958)
- Westinghouse Desilu Playhouse – serie TV, 1 episodio (1959)
- Avventure lungo il fiume (Riverboat) – serie TV, episodio 1x01 (1959)
- Golden Showcase – serie TV, 1 episodio (1961)
- The Pursuers – serie TV, 39 episodi (1961-1962)
- Kraft Mystery Theater – serie TV, 1 episodio (1962)
- L'ora di Hitchcock (The Alfred Hitchcock Hour) – serie TV, 1 episodio (1962)
- Gli uomini della prateria (Rawhide) – serie TV, episodio 7x09 (1964)
- La legge di Burke (Burke's Law) – serie TV, episodio 2x30 (1965)
- Mistero in galleria (Night Gallery) – serie TV, 1 episodio (1970)
- Il mago (The Magician) – serie TV, 1 episodio (1974)

## Doppiatori italiani
- Giulio Panicali in La maschera di ferro, Figlio, figlio mio!, Il figlio di Montecristo, Il ritorno di Montecristo, Le avventure di Capitan Blood
- Emilio Cigoli in La freccia nera, Bassa marea, Il corsaro
- Vittorio De Sica in Adorazione
- Mauro Zambuto in Avorio nero (riedizione del dopoguerra)[1]
- Renato Turi in Vivere da vigliacchi, morire da eroi
- Pino Locchi in Dieci piccoli indiani (ridoppiaggio)
- Massimo De Ambrosis in Balla, ragazza, balla (doppiaggio tardivo)